# Josihiro Micujuki
Josihiro Micujuki (Kudamacu, 1985. május 4. –) japán válogatott labdarúgó.

## Nemzeti válogatott
A japán U20-as válogatott tagjaként részt vett a 2005-ös ifjúsági labdarúgó-világbajnokságon.